# Bricon
Bricon ist eine französische Gemeinde mit 413 Einwohnern (Stand: 1. Januar 2022) im Département Haute-Marne in der Region Grand Est (bis 2015 Champagne-Ardenne). Die Gemeinde gehört zum Arrondissement Chaumont und zum 2003 gegründeten Gemeindeverband Trois Forêts. Die Einwohner werden Briconnais genannt.

## Geografie
Bricon liegt am Rand der Landschaft Bassigny, etwa zwölf Kilometer westsüdwestlich von Chaumont. Umgeben wird Bricon von den Nachbargemeinden Autreville-sur-la-Renne im Norden, Buxières-lès-Villiers im Nordosten und Osten, Semoutiers-Montsaon im Osten und Südosten, Blessonville im Süden, Orges im Südwesten und Westen sowie Braux-le-Châtel im Nordwesten.

## Bevölkerungsentwicklung
| Jahr                      | 1962 | 1968 | 1975 | 1982 | 1990 | 1999 | 2006 | 2011 | 2019 |
| Einwohner                 | 426  | 421  | 381  | 355  | 423  | 455  | 435  | 469  | 448  |
| Quelle: Cassini und INSEE |      |      |      |      |      |      |      |      |      |

## Sehenswürdigkeiten
- Kirche Saint-Pierre-ès-Liens, seit 1987 Monument historique

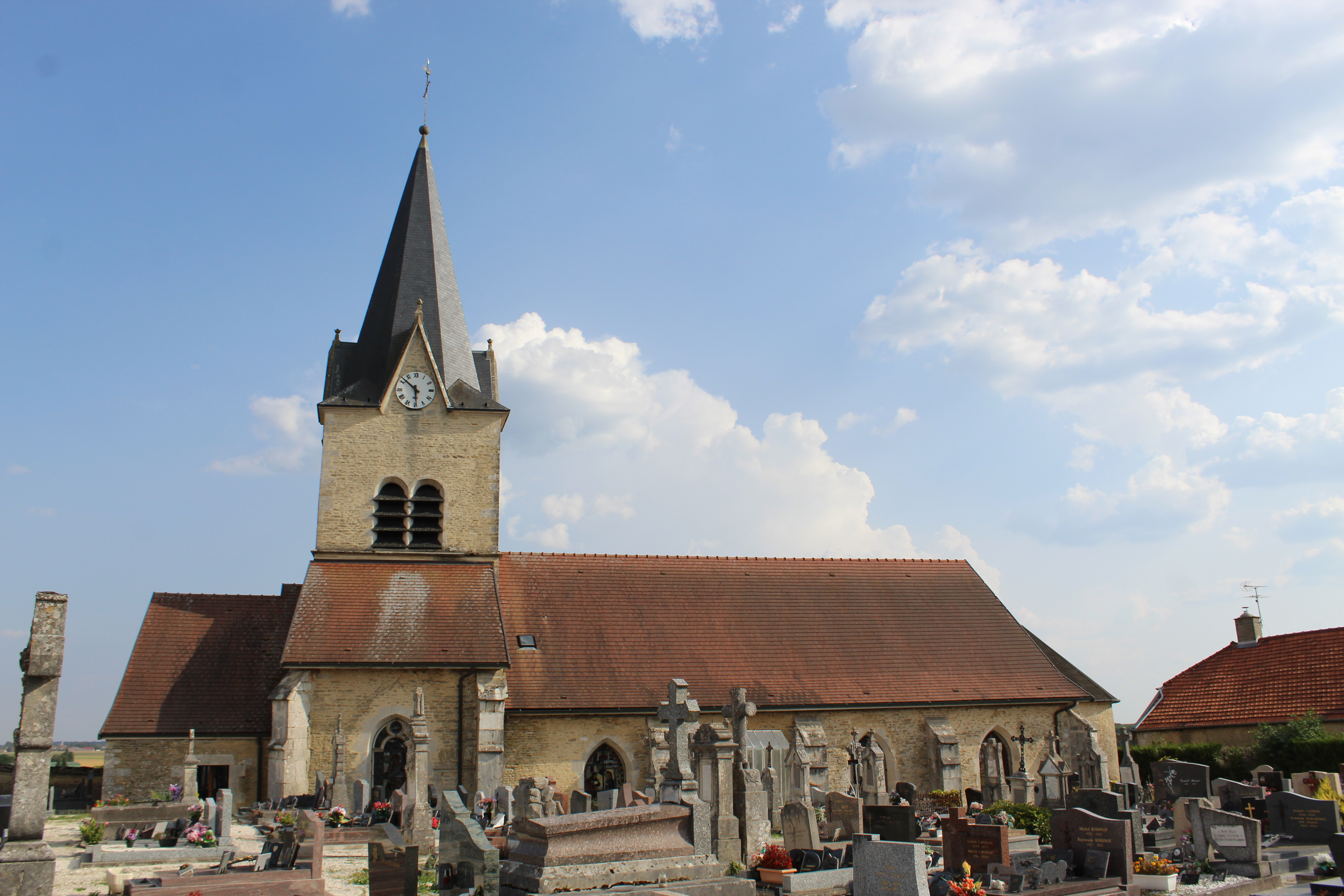
Kirche Saint-Pierre-ès-Liens

- Ehemaliger Bahnhof

## Belege
1. ↑  Bricon auf cassini.ehess.fr (französisch)
2. ↑  Bricon auf INSEE